# Рангамати
Рангама́ти (бенг. রাঙ্গামাটি) — город и муниципалитет на юго-востоке Бангладеш, административный центр одноимённого округа. Площадь города равна 64,75 км². По данным переписи 2001 года, в городе проживало 65 294 человека, из которых мужчины составляли 57,68 %, женщины — соответственно 42,32 %. Плотность населения равнялась 1008 чел. на 1 км². Уровень грамотности взрослого населения составлял 60,8 % (при среднем по Бангладеш показателе 43,1 %). Рангамати известен как «город озёр» и является популярным туристическим местом.